# 南三陸金華山國定公園
南三陸金華山國定公園（日语：／ Minami sanriku kinkazan kokutei kōei）是日本宮城縣已解除指定的國定公園。1979年3月30日指定。總面積13,902ha。2015年3月31日，編入三陸復興國立公園。

## 主要景點
- 神割崎
- 黄金山神社
- 江島

## 關連市町村
- 宮城縣 - 石卷市、登米市、氣仙沼市、女川町、南三陸町

## 關連項目
- 國定公園

## 外部連結
- （日語）南三陸金華山國定公園